# FORPSI
FORPSI je obchodní název společnosti INTERNET CZ, a.s., jednoho z největších registrátorů internetových domén a poskytovatele hostingových služeb v České republice.
Sídlem FORPSI je jihočeská obec Ktiš – zde má firma vlastní datacentrum a zaměstnává více než 50 zaměstnanců. Jediným akcionářem firmy je italská společnost ARUBA S.p.A. Ta v roce 2005 koupila původní českou společnost P.E.S. consulting, s.r.o. založenou v roce 1997 internetovým podnikatelem Josefem Grillem (později založil konkurenční WEDOS).
Společnost INTERNET CZ, a.s. je členem profesních sdružení NIC z.s.p.o. a NIX.CZ z.s.p.o. a je akreditovaným registrátorem .CZ a .EU domén (v současné době má ve své správě celkem více než 310 000 domén s koncovkou .CZ). V roce 2013 FORPSI rozšířilo portfolio svých služeb o cloud computing (FORPSI Cloud).

## Poskytované služby
- registrace domén
- webhosting
- serverhosting (dedikované servery, housing, VPS)
- cloudová řešení (FORPSI Cloud)

## Mezinárodní zastoupení
Pod registrovanou ochrannou známkou FORPSI poskytují své služby společnosti:
- INTERNET CZ, a.s. – Česká republika
- INTERNET SK, s.r.o. – Slovensko
- AlphaNet spółka z o. o. – Polsko
- BlazeArts Kft.- Maďarsko

## Historie
- 1997 – založena společnost P.E.S. Consulting, s.r.o.
- 2002 – založena akciová společnost INTERNET CZ, a.s. se sídlem ve Ktiši
- 2004 – registrována ochranná známka FORPSI
- 2005 – vybudováno FORPSI datacentrum ve Ktiši
- 2005 – společnosti pod značkou FORPSI prodány italské společnosti ARUBA S.p.A.
- 2006 – expanze FORPSI na polský a maďarský trh
- 2007 – fúze společností P.E.S. Consulting, s.r.o. a INTERNET CZ, a.s. – nástupnickou organizací se stal INTERNET CZ, a.s.
- 2009 – rozšíření a kolaudace datacentra FORPSI
- 2013 – nasazena nová služba FORPSI Cloud